# Hierosylia
Hierosylia, altgriechisch ἱεροσυλία, war ein Strafbestand im antiken griechischen Recht. Vereinfacht kann man das Konzept als zu verfolgende Tatbestände in Bezug auf religiösen Frevel (Sakrileg) bezeichnen.
Strafen wegen hierosylia sind aus verschiedenen antiken griechischen Stadtstaaten bekannt, wobei wie häufig in der Geschichtsschreibung zur griechischen Antike ein Übergewicht in der Überlieferung im Bezug auf das antike Athen vorliegt. Unter hierosylia fallen unter anderem Tempelraub und ganz allgemein das Entwenden von Göttern geweihten Gegenständen aus Heiligtümern. Zum Teil wurde der Tatbestand sehr weit ausgelegt, in Athen etwa fiel auch das Unterschlagen von Silber in der staatlichen attischen Münze darunter. Auch für Dyme in Achaia ist überliefert, dass für dieses Vergehen dieser Strafbestand zur Anwendung kam. Bekannt ist für Athen, dass hierosylia im 5. Jahrhundert v. Chr. durch eine öffentliche Klage (eisangelía) verfolgt wurde, später ging die Zuständigkeit auf das Gremium der Thesmotheten über, es gab einen eigenen Tatbestand der Hierosylia-Klage (hierosylias graphē, altgriechisch ἱεροσυλίας γραφή). Bei einer Verurteilung drohten in Athen die Todesstrafe durch Katakremnismos und der Verlust des Vermögens. Zudem wurde eine Bestattung in Attika verweigert.